# Cabinet Biesheuvel I
Pour les articles homonymes, voir Cabinet Biesheuvel.
Royaume des Pays-Bas
De Jong Biesheuvel II
Le cabinet Biesheuvel I (en néerlandais : Kabinet-Biesheuvel I) est le gouvernement du Royaume des Pays-Bas entre le 6 juillet 1971 et le 9 août 1972, durant la vingt-troisième législature de la Seconde Chambre des États généraux.

## Historique du mandat
Dirigé par le nouveau Premier ministre chrétien-démocrate Barend Biesheuvel, anciennement ministre de l'Agriculture, ce gouvernement est constitué par une coalition entre le Parti populaire catholique (KVP), le Parti populaire libéral et démocrate (VVD), le Parti antirévolutionnaire (ARP), l'Union chrétienne historique (CHU) et les Socialistes démocrates '70 (DS'70). Ensemble, ils disposent de 82 représentants sur 150, soit 54,7 % des sièges de la Seconde Chambre.
Il est formé à la suite des élections législatives du 28 avril 1971 et succède au cabinet du Premier ministre chrétien-démocrate Piet de Jong, constitué et soutenu par une coalition de centre droit entre le KVP, le VVD, l'ARP et la CHU.

### Formation
Au cours du scrutin, la majorité au pouvoir perd 12 sièges et ne compte plus que 74 représentants. Tandis que l'idée d'une « grande coalition » entre le Parti travailliste (PvdA) et le Parti populaire catholique est rapidement abandonnée, les Démocrates 66 (D'66) proposent un « gouvernement progressiste » minoritaire dirigé par le travailliste Joop den Uyl, une suggestion rejetée par la majorité des parlementaires.
Le 15 mai, la reine Juliana nomme le sénateur du KVP Piet Steenkamp « informateur ». Écartant presque immédiatement la constitution d'une alliance de centre gauche, il recommande dans son rapport remis le 20 juin suivant de poursuivre la majorité sortante, associée aux Socialistes démocrates '70. La souveraine, prenant acte que le Parti populaire catholique n'a pas de candidat à la direction du gouvernement avec le retrait de de Jong, désigne le chef politique et président du groupe parlementaire du Parti antirévolutionnaire Barend Biesheuvel « formateur » dès le lendemain, le poste de Premier ministre devant revenir à l'un des « trois partis confessionnels ». Il achève les négociations en 15 jours.
Le nouvel exécutif, qui compte 15 ministres, est assermenté par la reine le 6 juillet, soit deux mois et huit jours après les élections législatives. C'est alors la première fois qu'un gouvernement dispose du soutien de la majorité absolue des membres de la Seconde Chambre et de la Première Chambre.

### Succession
À la suite d'un désaccord concernant les mesures de rigueur à inscrire au projet de budget de l'État pour 1973, les deux ministres des DS'70 remettent leur démission le 13 juillet 1972. Le cabinet en fait de même six jours après. Biesheuvel, un temps épaulé par l'ancien ministre Ysno Scholten, constate le caractère irrémédiable de la rupture avec ses alliés sociaux-démocrates. Les autres ministres reprennent leur démission le 9 août et les postes des DS'70 sont redistribués dans le second cabinet formé par Biesheuvel.

## Composition
| Poste                                                                | Titulaire | Titulaire                                              | Parti |
| -------------------------------------------------------------------- | --------- | ------------------------------------------------------ | ----- |
| Premier ministre Ministre des Affaires générales                     |           | Barend Biesheuvel                                      | ARP   |
| Vice-Premier ministre Ministre des Finances                          |           | Roelof Nelissen                                        | KVP   |
| Vice-Premier ministre Ministre des Affaires intérieures              |           | Molly Geertsema                                        | VVD   |
| Ministre des Affaires étrangères                                     |           | Norbert Schmelzer                                      | KVP   |
| Ministre de la Coopération pour le développement                     |           | Kees Boertien                                          | ARP   |
| Ministre de la Justice                                               |           | Dries van Agt                                          | KVP   |
| Ministre de l'Éducation et de la Science                             |           | Chris van Veen                                         | CHU   |
| Ministre de la Politique scientifique et de l'Enseignement supérieur |           | Mauk de Brauw                                          | DS'70 |
| Ministre de la Défense                                               |           | Hans de Koster                                         | VVD   |
| Ministre du Logement et de l'Aménagement du territoire               |           | Bé Udink                                               | CHU   |
| Ministre des Transports et des Eaux                                  |           | Willem Drees jr.                                       | DS'70 |
| Ministre des Affaires économiques                                    |           | Harrie Langman                                         | VVD   |
| Ministre de l'Agriculture et de la Pêche                             |           | Pierre Lardinois                                       | KVP   |
| Ministre des Affaires sociales                                       |           | Jaap Boersma                                           | ARP   |
| Ministre de la Culture, des Loisirs et du Travail social             |           | Piet Engels                                            | KVP   |
| Ministre de la Santé et de la Protection de l'environnement          |           | Louis Stuyt                                            | KVP   |
| Ministre pour les Affaires du Suriname et des Antilles néerlandaises |           | Roelof Nelissen (jusqu'au 28/01/1972) Pierre Lardinois | KVP   |